# Guisando (kommunhuvudort)
Guisando är en kommunhuvudort i Spanien.   Den ligger i provinsen Provincia de Ávila och regionen Kastilien och Leon, i den centrala delen av landet, 120 km väster om huvudstaden Madrid. Guisando ligger 788 meter över havet och antalet invånare är 635.
Terrängen runt Guisando är kuperad österut, men västerut är den bergig. Runt Guisando är det ganska glesbefolkat, med 28 invånare per kvadratkilometer. Närmaste större samhälle är Arenas de San Pedro, 4,6 km öster om Guisando. 